# أتيلا سابو (راكب الكنو)
أتيلا سابو (بالسلوفاكية: Attila Szabó)‏ هو راكب الكنو سلوفاكي، ولد في 19 فبراير 1966 في كومارنو في سلوفاكيا.

## وصلات خارجية
- أتيلا زابو على موقع أوليمبيديا (الإنجليزية)
- أتيلا زابو على موقع اللجنة الأولمبية التشيكية (التشيكية)